# Pentoxyde d'arsenic
Le pentoxyde d'arsenic, pentoxyde de diarsenic ou oxyde d'arsenic(V) est un composé chimique de formule As2O5 analogue au pentoxyde de phosphore. C'est l'anhydride de l'acide arsénique.